# Calyptotheca mortoni
Calyptotheca mortoni är en mossdjursart som beskrevs av Gordon 1989. Calyptotheca mortoni ingår i släktet Calyptotheca och familjen Parmulariidae. Inga underarter finns listade i Catalogue of Life.